# Titularbistum Ticelia
Ticelia ist ein Titularbistum der römisch-katholischen Kirche.
Es geht zurück auf einen spätantiken Bischofssitz in der nordafrikanischen Landschaft Kyrenaika im Nordosten des heutigen Libyen. Das Bistum gehörte der Kirchenprovinz Kyrene an.
| Titularbischöfe von Ticelia |                           |                                                                     |                   |                  |
| Nr.                         | Name                      | Amt                                                                 | von               | bis              |
| 1                           | Emil August Allgeyer CSSp | Apostolischer Vikar von Sansibar (Britisch-Ostafrika)               | 17. Februar 1897  | 9. April 1924    |
| 2                           | Silverio Velasco Pérez    | Apostolischer Administrator von Ciudad Rodrigo (Königreich Spanien) | 18. Dezember 1924 | 5. Dezember 1927 |